# Ko pride lev
Ko pride lev je slovenski romantično komični film iz leta 1972 v režiji Boštjana Hladnika po scenariju Frančka Rudolfa. Filmsko dogajanje se vrti okoli Leva, ki se odloča med dvema dekletoma.

## Igralci
- Marko Simčič kot Lev
- Milena Dravić kot Mihaela
- Marina Urbanc kot Marjetica
- Miha Baloh kot oče
- Dare Valič kot Žan
- Anka Cigoj kot mati
- Matjaž Senčar kot Bojan
- Brane Grubar kot šef
- Andreas Valdes kot Roman
- Manca Košir kot Jana
- Kristijan Muck
- Silvo Božič kot šef
- Boris Juh kot prodajalec
- Borut Telban
- Jani Prezelj
- Boris Sobočan
- Meta Stvarnik
- Tone Kuntner kot čuvaj